# Моісеєнко Антоніна Яківна
Антоніна Яківна Моісеєнко, уроджена — Нейжмак (13 березня 1938 року, Бараники, Сальський район, Ростовська область, РРФСР, СРСР) — доярка, повний кавалер Ордена Трудової слави.

## Біографія
Народилася в селянській родині в 1938 році в селі Бараники Сальського району, Ростовська область. Батько загинув під Час Великої Вітчизняної війни. В 1948 році після смерті матері стала повною сиротою. У 1955 році залишила навчання в школі і пішла на ферму працювати телятницею. 
У 1956 році вийшла заміж і разом з чоловіком переїхала в село Степове Степновського району Ростовської області (в даний час — Яшалтинський район Калмикії). З 1961 року працювала в колгоспі «Новий світ» Яшалтинського району Калмицької АРСР - спочатку різноробочою, з 1970 року - дояркою на молочно-товарній фермі № 4.
За свою трудовую діяльність нагороджена 14 лютого 1975 року орденом Трудової слави III степеня. План 11-ї п'ятирічки виконала на 120 % по надою молока і на 126 % — по отриманню телят. Надої на кожну корову за 1985 рік склали 3354 кг, що на 700 кг вище, ніж у средньому по колгоспу. В 1986 році від 25 корів отримала 789 центнерів молока при плані 625 центнерів. За ці видатні досягнення нагороджена орденом Трудової слави II степеня.
Брала участь у Всесоюзній виставці ВДНГ, де отримала золоту медаль.
29 серпня 1986 року указом Президії Верховної Ради СРСР за успіхи, досягнуті у виконанні завдань 11-ї п'ятирічки і соціалістичних зобов'язань по виробництву і продажу сільськогосподарської продукції нагороджена Орденом Трудової слави I ступеня.
Пропрацювала у колгоспі «Новий світ» дояркою протягом 37 років. Весь цей час входила в клуб доярок-трьохтисячниць. В окремі роки отримувала від кожної корови більше 4 тисяч літрів молока.
15 травня 1998 року удостоєна звання «Почесний громадянин Яшалтинського району».